# Ira Dei
Ira Dei (la ira de Dios, en latín) es el decimotercer álbum de estudio de la banda Mägo de Oz, siendo este el último con los guitarristas Frank y Carlitos.
Este trabajo marca el regreso de Mägo de Oz a los discos dobles completamente originales (el último fue Gaia III en 2010). Como ya es costumbre, tomaron un camino más oscuro, épico y sinfónico con corales y voces más graves incluso incorporando guturales (por primera vez en su carrera).

## Historia
El álbum es conceptual y su historia transcurre años después de la historia de Jesús de Chamberí.
Una joven palestina virgen llamada Rebecca, de 21 años, es inseminada artificialmente por una orden secreta con la sangre hallada en la cruz donde Jesucristo pereció. En un giro inesperado, descubren que el vientre de Rebecca no alberga un varón, sino dos hermanos gemelos.
Rebecca es asesinada tras dar a luz, y los niños son separados para evitar cualquier problema en un futuro.
Leartnas y Santrael, los hijos de Rebecca, son en realidad el Cristo y el Anticristo respectivamente. Al crecer, cada uno gobierna una ciudad. Santrael se hace con Suspiria (la ciudad del pecado, donde los impulsos humanos no son reprimidos), y Leartnas gobierna Ciudad Esmeralda (un lugar paradisíaco donde reinan la dicha y la bondad). Ambas son ciudades rivales.
Algunos años después, la Tierra empieza a sufrir catástrofes a gran escala. Los seres humanos se percatan de que, después de varias décadas de contaminación y destrucción al planeta, es la hora de rendir cuentas; se acerca el inminente Juicio Final. Los humanos creen que la única manera de contener la ira de Dios es reuniendo a la Santísima Trinidad terrenal; juntando a Cristo (Leartnas), el Anticristo (Santrael) y a su madre, Rebecca.
Unos científicos reviven a Rebecca mediante la clonación y la llevan a conocer a sus hijos para que estos a la vez se reconcilien.
El apocalipsis llegó y los ángeles y demonios desatan su batalla. Las siete nuevas plagas se desatan en todo el mundo. Pero un nuevo descubrimiento de los hermanos frena la guerra cuando todo está al borde del colapso: Dios y el Diablo en realidad son amigos desde siempre, extraterrestres hambrientos de gobernar razas inferiores que han sido venerados como deidades todos estos años.
Ángeles y demonios se rebelan en contra de sus antiguos dioses, obligándolos a huir a buscar otro planeta para empezar de cero, dejando a la Tierra destruida e inhabitable.
Una novela completa con la historia de Ira Dei será publicada próximamente.

## Lista de canciones
| CD 1 |                            |          |  |
| N.º  | Título                     | Duración |  |
| 1.   | «Jerusalem D.C.»           | 03:15    |  |
| 2.   | «In Eternum»               | 09:01    |  |
| 3.   | «El amor brujo»            | 05:55    |  |
| 4.   | «Tu funeral»               | 05:16    |  |
| 5.   | «Ciudad Esmeralda»         | 04:35    |  |
| 6.   | «Tequila tanto por vivir»  | 03:48    |  |
| 7.   | «Te traeré el horizonte»   | 04:45    |  |
| 8.   | «Opera Mortis»             | 02:42    |  |
| 9.   | «La cantiga de las brujas» | 05:54    |  |
| 10.  | «Espera en el cielo»       | 05:51    |  |

| CD 2 |                                                |          |  |
| N.º  | Título                                         | Duración |  |
| 1.   | «Opus Tenebrae»                                | 00:57    |  |
| 2.   | «Suspiria»                                     | 04:08    |  |
| 3.   | «Y que nunca te falte un "Te quiero"»          | 03:46    |  |
| 4.   | «Bajo mi piel»                                 | 04:31    |  |
| 5.   | «La triste historia de Jimmy "Tiro en el pie"» | 05:08    |  |
| 6.   | «Infinitum» (Instrumental)                     | 04:15    |  |
| 7.   | «El séptimo sello»                             | 04:09    |  |
| 8.   | «Ira Dei»                                      | 17:57    |  |

## Intérpretes
- Zeta: Voz
- Patricia Tapia: Voz y coros
- Txus: Batería
- Mohamed: Violín
- Carlitos: Guitarra solista
- Frank: Guitarra rítmica
- Manuel Seoane: Guitarra solista y rítmica
- Fernando Mainer: Bajo
- Javi Diez: Teclados, sintetizadores, MorphWiz y orquestaciónes
- Josema: Flauta travesera, whistle, gaita y gaita electrónica

### Colaboraciones
- Ara Malikian: Violín en Te Traeré el Horizonte
- Diva Satánica (Nervosa): Voz gutural en La Cantiga de las Brujas, Opus Tenebrae y El Séptimo Sello, y coros
- Diego Palacio (Celtian): Flauta y arreglos en Tequila Tanto por Vivir, La Cantiga de las Brujas y Y que nunca te Falte un "Te Quiero"
- Xana Lavey (Celtian): Coros
- Rubén Kelsen (Débler): Coros
- Carlos Escobedo (Sôber): Coros

### En gira
Víctor de Andrës: Guitarra rítmica (nuevo integrante luego de la salida de Carlitos y Frank de la banda en enero de 2020).

## Polémica
La actriz del cine para adultos Apolonia Lapiedra sirvió de modelo para la portada del álbum, la portada del libreto, las portadas de los discos y las portadas internas de Ira Dei interpretando a Rebecca, así también lo hizo en los videoclips oficiales de "La Cantiga de las Brujas" y de "Te Traeré el Horizonte". La decisión así como las poses de Apolonia causaron polémica entre varios fanáticos y críticos.

## Gira
La gira se divide en dos.
La Gira "Apocalipsis Tour" es el nombre que recibe la gira hecha en Europa y parte de América, en donde, los temas interpretados son un mix entre las canciones del nuevo álbum y temas clásicos.
La gira "Tour Funeral" es el nombre de la gira que se tocaría en España y Latinoamérica donde los temas interpretados serían el nuevo álbum íntegro con unos dos o tres temas clásicos, sin embargo, en un comunicado el 23 de junio de 2020, la banda anunció que esto no ocurriría, más bien barajarían un nuevo setlist pero sin tocar el álbum completo.
Las dos giras fueron pospuestas por la pandemia derivada del COVID 19, con la salida de su nuevo álbum Bandera Negra en 2021 y con el anuncio de la banda de que las fechas anunciadas ahora serían parte de la gira de este nuevo disco "Al Abordaje Tour" oficialmente las giras "Apocalipsis Tour" y "Tour Funeral" quedaron finalizadas siendo la promoción de un disco de Mägo de Oz más incompleto y corto hasta la fecha.